# Shirley Temple
Shirley Temple  (n. 23 aprilie 1928 - Santa Monica, California, Statele Unite ale Americii - d. 10 februarie 2014, Woodside, California) a fost o actriță, cântăreață și politiciană americană. A fost primul copil actor din istoria cinematografiei care a primit Premiul Juvenil al Academiei în 1934, fiind totodată cea mai tânără actriță care a câștigat vreodată un premiu Oscar.
Shirley Temple a devenit celebră în special pentru rolurile sale de copil din anii 1930. În timpul Marii Depresiuni, ea a devenit una dintre cele mai bine plătite actrițe din Statele Unite. După încheierea carierei sale de actriță, Temple s-a implicat în politică și a devenit un important diplomat și ambasador american.
În 1936, în timp ce repeta pentru filmul Stowaway, a fost supusă unui test de inteligență la care a obținut scorul de 155, fiind încadrată în categoria geniu.
Institutul American de Film a clasat-o pe Shirley Temple pe locul 18 în lista celor mai mari 100 de staruri de cinema din ultimii 100 de ani. Este considerată de criticii de film contemporani ca fiind cea mai populară actriță copil din toate timpurile. La începutul anilor 1960, și-a încheiat cariera de actriță.

## Biografie

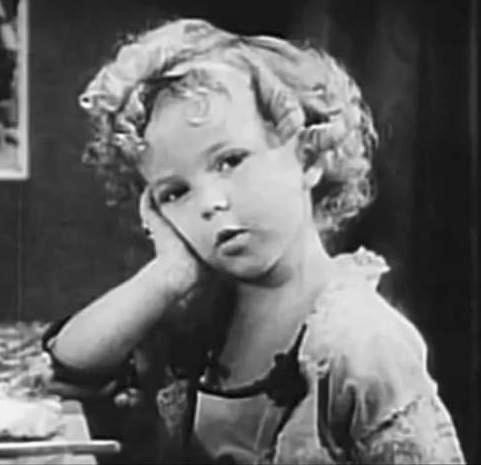
Temple în „Glad Rags to Riches” (1933)

Shirley Temple s-a născut la 23 aprilie 1928 în Santa Monica, California. Familia ei era compusă din Gertrude Amelia Temple (născută Kreiger), o casnică și George Francis Temple Sr., un funcționar bancar. Părinții s-au căsătorit când mama avea 20 de ani și tatăl 25 de ani. Familia Temple avea rădăcini olandeze, germane și engleze.
Shirley Temple avea doi frați mai mari: John Stanley și George Francis Jr.. De la o vârstă fragedă, Gertrude a observat talentele de actriță, cântăreață și dansatoare ale fiicei sale. Astfel, în septembrie 1931, când Shirley avea doar trei ani, a fost înscrisă la Maglin Kiddies Dance School din Los Angeles.
În perioada respectivă, Gertrude a început să îi facă bucle în părul lui Shirley, imitând stilul actriței de film mut Mary Pickford. Aceasta a devenit ulterior semnătura distinctivă a lui Shirley Temple și a generat un mit conform căruia ea ar fi purtat o perucă. Din acest motiv, fanii adesea o atacau, tragându-i de păr pentru a verifica autenticitatea mitului. Cu toate acestea, Temple a dezvăluit mai târziu că a plătit un preț mare pentru a purta, de fapt, o perucă reală. Ea își amintește că în fiecare seară, înainte de culcare, își ondula părul într-un proces lung și obositor, iar o dată pe săptămână îl clătea cu oțet. Gertrude i-a explicat ulterior fiicei sale de ce oamenii doreau să o atingă: „Oamenii iubesc pisicuțele, iepurașii și păsările. Tu ești ca o pisicuță.”
În ianuarie 1932, agenții de la Educational Pictures au observat-o pe Temple la școală și au decis să o contracteze. Primele sale angajamente au fost în reclame și scurtmetraje din seria Baby Burlesks. În 1934, Shirley a fost „împrumutată” companiei Tower Productions, unde a avut primul său rol principal în filmul „Red-Haired Alibi”. Ulterior, ea a mai fost „împrumutată” de Universal, Paramount și Warner Bros., jucând roluri cameo în filmele acestora.

## Cariera cinematografică

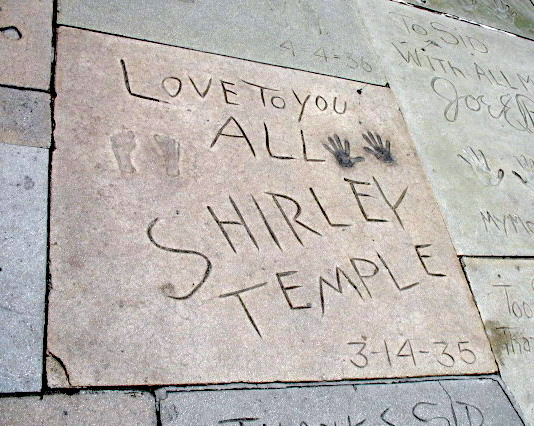
Amprentele lui Shirley Temple pe trotuarul din fața Grauman's Chinese Theatre

### Fox films
În anul 1933, studioul „Educational Pictures” a intrat în faliment, iar în februarie 1934, Shirley Temple a semnat un nou contract cu „Fox Film Corporation”. În luna aprilie a aceluiași an, a fost lansat filmul „Stand up and cheer”, care a reprezentat un mare succes financiar pentru Temple. Talenta ei actoricească și farmecul au fost rapid recunoscute de studioul „Fox”, iar salariul său a crescut la 1250 de dolari pe săptămână, în timp ce Gertrude, mama sa, care îndeplinea rolul de antrenor personal și coafeză, primea 150 de dolari. Ulterior, Gertrude a devenit aproape un manager pentru fiica sa, intervenind în unele cazuri în luarea deciziilor legate de rolurile pe care Shirley le accepta. Ea avea puterea de a solicita regizorilor să taie roluri ale altor actori, dacă considera că aceștia ar putea distra atenția de la fiica sa, sau de a contesta scenariul, dacă credea că acesta nu se potrivea personajelor interpretate de Shirley. În luna iunie a aceluiași an, studioul Paramount a lansat cel de-al doilea mare succes de box-office al lui Temple, intitulat „Little Miss Marker”.
În luna decembrie a anului 1934, a fost lansat filmul „Bright Eyes”, primul în care numele lui Shirley Temple apărea mare pe afiș. Povestea filmului a fost adaptată special pentru Temple și abilitățile sale de dans și cântat. Acest film i-a adus lui Temple o popularitate imensă, iar cântecul său „On the Good Ship Lollipop”, interpretat în film, a vândut peste 500 de mii de exemplare. Succesul filmului „Bright Eyes” a conturat imaginea finală a lui Shirley Temple în industria de la Hollywood, stabilind tiparele pentru viitoarele roluri în care a interpretat personaje adorabile și vulnerabile, fiice orfane sau parțial orfane, ale căror farmec aveau puterea să înduioșeze chiar și cei mai insensibili adulți.
În luna februarie a anului 1935, Temple a devenit primul copil actor care a câștigat prestigiosul premiu „Oscar pentru tineret” pentru contribuția sa în cinematografie. Apoi, în data de 14 martie, și-a imprimat amprentele mâinilor și picioarelor pe trotuarul din fața Grauman's Chinese Theatre. Această acțiune a fost legată indirect de un alt mit legat de personalitatea lui Temple. De obicei, actorii nu își scoateau pantofii atunci când își lasău amprentele, dar Temple a făcut acest lucru tocmai din această cauză. În niciunul dintre filmele sale din acea perioadă nu se poate observa că gura lui Temple are găuri de la dinții de lapte desprinși, ceea ce a generat mitul că Temple nu era o fetiță, ci un adult pitic. În realitate, în timpul lucrului la studioul Fox, Temple își pierdea constant dinții de lapte, iar aceștia erau înlocuiți cu proteze pentru filmări. În ziua respectivă, pe 14 martie 1935, Temple avea 6 ani și îi lipsea unul dintre dinții din față, ceea ce îi împiedica să zâmbească. Astfel, când și-a lăsat amprentele, s-a decis să își scoată pantofii, crezând că va atrage atenția jurnaliștilor și fotografilor de la fața sa. 

### Twentieth Century Fox

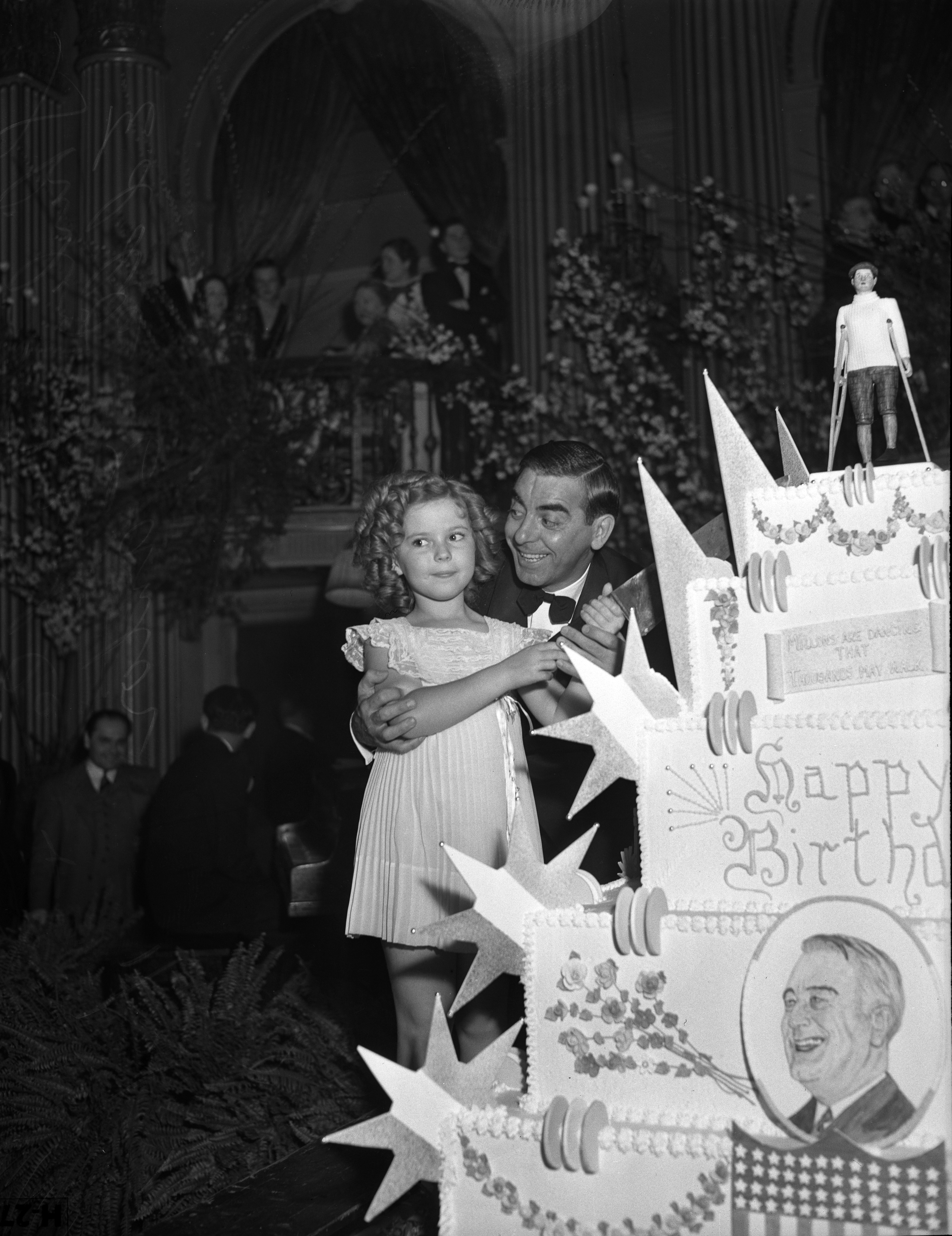
Shirley Temple și actorul Eddie Cantor tăind un tort aniversar la petrecerea de 55 de ani a lui Franklin Roosevelt, 30 ianuarie 1937

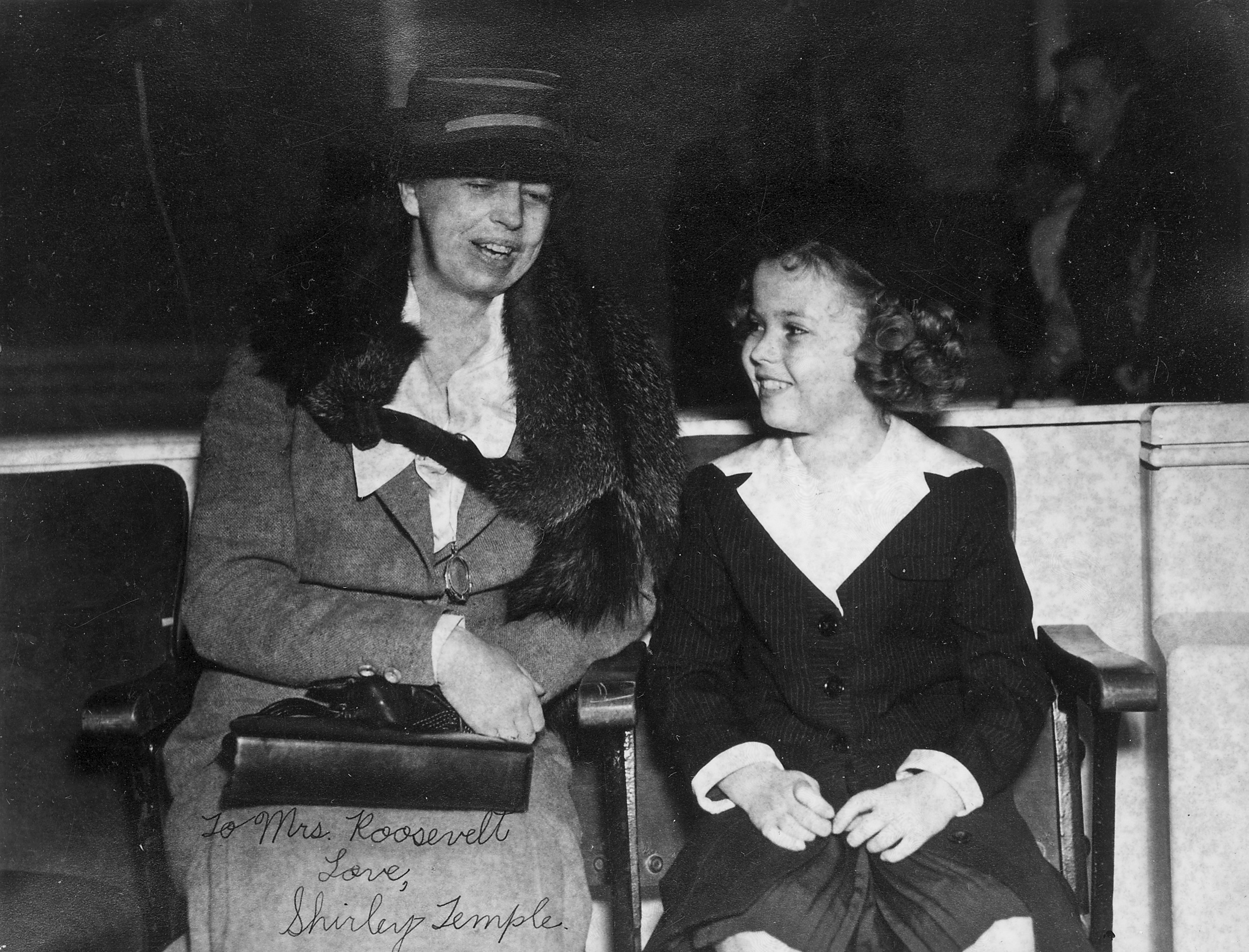
Shirley Temple cu Prima Doamnă Eleanor Roosevelt, iulie 1938

După fuziunea dintre Fox Films și Twentieth Century Pictures în 1933, Darryl Zanuck, noul șef al studioului Twentieth Century Fox, și-a concentrat atenția și resursele asupra creșterii statutului superstar al lui Temple. A fost constituită o echipă specială formată din 19 scenariști, care au scris 11 scenarii originale și mai multe adaptări ale unor filme clasice, special concepute pentru Shirley. Pentru Temple, a fost construit un bungalow cu patru dormitoare la studioul de film, iar sufrageria era decorată cu fresce. Lângă casă exista o peluză verde cu un leagăn. Prietenul din copilărie al lui Zanuck, John Griffith, a devenit bodyguardul personal al lui Temple. Un contract actualizat a fost semnat cu tânăra actriță, „corectând” anul ei de naștere (schimbându-l din 1928 în 1929) pentru a reduce vârsta lui Temple cu un an și a-i permite să joace în continuare în roluri de copil.
Campania publicitară în jurul lui Shirley Temple a fost un mare succes. Studioul „Fox” a lansat numeroase comunicate de presă în care au „înfrumusețat” personalitatea sa, afirmând că Temple nu lucrează cu profesori și că talentul ei de a dansa și de a juca este doar „natural” (deși, în același timp, Temple a studiat dansul stilizat „buck-and-wing” timp de două săptămâni la școala de dans Eliza Ryan).
Având în vedere că ascensiunea carierei cinematografice a lui Shirley a avut loc în perioada Marii Crize economice, filmele în care a apărut au fost concepute pentru a oferi oamenilor din toate clasele sociale o pauză temporară și pentru a-i ajuta să uite de dificultățile vieții. În acei ani, chiar și președintele Franklin Roosevelt a recomandat personal filmele ei, care au avut un mare succes la box office, deși erau realizate cu bugete reduse pentru acea perioadă (între 200 și 300 de mii de dolari). Rolurile lui Temple erau în mare parte similare: interpretarea ei consta în a fi o eroină angelică care contribuia la reunirea părinților despărțiți sau la reconcilierea tinerilor îndrăgostiți. În majoritatea cazurilor, personajele interpretate de Temple proveneau din familii incomplete - fără unul dintre părinți sau chiar fără adăpost. Cu toate acestea, odată cu înaintarea în vârstă și apropierea adolescenței, aspectul angelic al lui Temple a început să se estompeze treptat. Astfel, și rolurile sale au suferit o schimbare: inocența copilărească a fost înlocuită treptat de caracterul mai năzdrăvan și independent al unei fetițe băiețoase.
Popularitatea lui Shirley Temple a dus la producerea unor produse derivate. Începând din 1934 până în 1941, compania de jucării Aidial-Toy a produs păpuși care reprezentau personajul ei din filmul „Rise and Shine”, iar vânzările întregii serii în această perioadă au însumat în cele din urmă 45 de milioane de dolari. O linie întreagă de îmbrăcăminte și accesorii pentru fete, partituri muzicale, veselă, oglinzi, semne de carte și multe altele au fost produse sub licența lui Temple. Până la sfârșitul anului 1935, veniturile lui Temple din drepturile de autor pentru produsele derivate au depășit 100 de mii de dolari, ceea ce reprezenta dublul salariului său pentru filme, iar în 1936 veniturile din produsele derivate ale lui Temple au depășit 200 de mii de dolari.
În 1935, la cererea lui Zanuck, Gertrude și George au semnat un nou contract prin care studioul se angaja să producă patru filme pe an cu fiica lor. Părinții lui Temple doreau inițial doar trei filme pe an, dar au acceptat contractul datorită unor bonusuri suplimentare. Zanuck însuși a crescut bugetele filmelor lui Temple, iar actorii de primă mână erau adesea partenerii ei de pe platou. Filmele ei au avut cele mai mari încasări, deși erau criticate doar de criticii americani.
În mai 1938, organizația „Association of Independent Theater” a plătit un anunț în „The Hollywood Reporter” pentru a o include pe Temple în lista actorilor care aduceau cele mai mari încasări (în timp ce se menționa că actrițe precum Katharine Hepburn și Joan Crawford nu aduceau venituri semnificative la box office).

### Apusul carierei

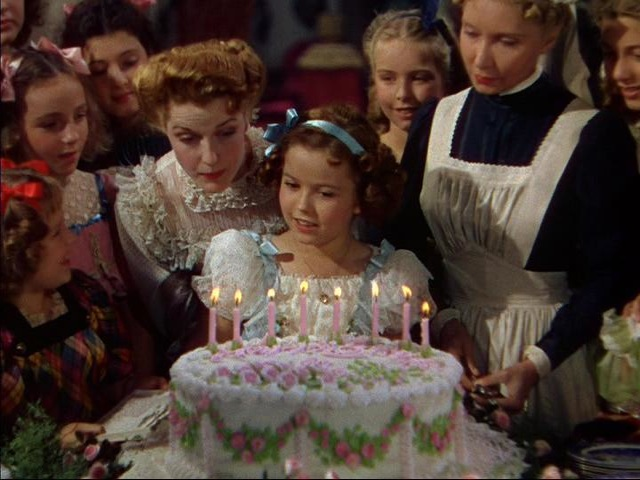
Shirley Temple în The Little Princess (1939), primul film color din cariera sa

Problemele în cariera cinematografică a lui Shirley au început în anul 1938, când au fost lansate trei filme cu participarea ei: „Rebecca of Sunnybrook Farm”, „Little Miss Broadway” și „Just Around the Corner”. Ultimele două nu au fost deloc pe placul criticilor, iar „Just Around the Corner” a fost primul film din cariera lui Temple, care a înregistrat vânzări scăzute de bilete. Cu toate acestea, Shirley a continuat să fie lider în topul încasărilor de la box office ale studioului. Eșecul acestor filme a fost compensat în anul următor, când a apărut în filmul „The Little Princess” (1939), care a fost bine primit de critici și a avut succes la box office.
Între timp, Darryl Zanuck a realizat că Shirley urma să treacă de la roluri de copil la roluri de adolescent, care nu erau atât de profitabile pentru studioul. Ca urmare, nu i s-a permis să joace rolul lui Dorothy în filmul „Vrăjitorul din Oz” (în conformitate cu o altă versiune, Shirley a pierdut rolul în competiție). În schimb, a luat-o într-un alt film „Susannah of the Mounties” (1939), care a avut încasări decente. Cu toate acestea, filmul în sine a suferit de o calitate slabă a imaginii, ceea ce a afectat estetica sa. În clasamentul box office-ului, Shirley Temple a ocupat locul cinci în 1939, spre deosebire de anul anterior în care era pe primul loc.
În același an, în 1939, artistul Salvador Dali a creat un tablou intitulat „Shirley Temple, cel mai tânăr și mai sacru monstru al cinematografiei”. Tabloul este un colaj care o înfățișează pe Shirley Temple ca un sfinx, având capul său atașat la trupul unui leu roșu, cu oase umane împrăștiate în jur și un liliac așezat pe capul ei. Acest tablou a fost interpretat ca o satiră la adresa sexualizării copiilor starurilor de la Hollywood. Criticul de film britanic Graham Green a criticat, de asemenea, comportamentul prea matur al lui Temple în filmul „Little Miss Marker”, când aceasta avea doar 9 ani.
În 1940, două dintre filmele lui Temple, „The Blue Bird” și „Young People”, au avut rezultate slabe la box office. Primul film, deși a primit două nominalizări la premiile Oscar, a fost considerat un eșec. Zanuck a decis să facă acest film sub influența succesului filmului „Vrăjitorul din Oz”, sperând că povestea sa futuristă va fi populară printre public. Cu toate acestea, acesta a fost primul film în care personajul lui Temple a avut trăsături egoiste pronunțate, ceea ce a fost neconvențional pentru fanii săi care se așteptau la personaje pozitive și inspiraționale. De asemenea, impactul celui de-al doilea război mondial iminent a contribuit la declinul popularității sale.
Deoarece Temple nu mai era o vedetă de box-office pentru studioul, părinții ei au cumpărat restul contractului și au decis să o trimită la Școala de Fete Westlake din Los Angeles. Bungalow-ul de la studioul lui Temple a fost demontat și transformat într-un complex de birouri.

### Ultimele filme
În anul 1941, Shirley Temple a avut o prezență scăzută în industria cinematografică, concentrându-se mai mult pe apariții în seriale de radio. Mai târziu, a fost angajată de MGM, care dorea să o includă într-o serie de filme despre Andy Hardy, alături de Mickey Rooney și Judy Garland, însă această idee a fost abandonată ulterior. Într-un interviu acordat în 1988 în emisiunea „The Larry King Show” și în autobiografia sa, Temple a dezvăluit că motivele acestui eșec se datorau unui scandal în urma unui incident neplăcut cu Arthur Freed, șeful MGM. În timpul primei audiții, Freed a adoptat un comportament indecent, expunându-și organele genitale în fața ei. Shirley Temple, în vârstă de 12 ani la acel moment, a răspuns cu un râs nervos, iar Freed a decis să o concedieze. Temple a fost ulterior înlocuită cu Virginia Weidler în filmul „Juniors on Broadway” (1941), deoarece MGM considera că popularitatea cuplului Garland-Rooney o va marginaliza pe Temple în distribuție.
Singurul film realizat de Temple pentru MGM a fost „Kathleen” (1941), în care a interpretat rolul unei adolescente nefericite care suferea din cauza lipsei de atenție din partea tatălui său. Cu toate că personajul lui Temple se diferea ușor de rolurile sale anterioare, „Kathleen” nu a avut succes în box office, iar contractul său cu MGM a fost reziliat de comun acord. În anul următor, Temple a semnat un contract cu United Artists și a apărut în filmul „Miss Annie Rooney” (1942), unde a avut primul sărut pe ecran, deși avea doar 14 ani la momentul respectiv. Filmul s-a dovedit a fi și el un eșec, conform recunoașterii ulterioare a lui Temple. După această experiență, Temple a decis să se retragă din industria cinematografică timp de doi ani, concentrându-se pe viața sa școlară.
În anul 1944, Shirley Temple a semnat un contract personal pe patru ani cu David Selznick. În același an, au fost lansate două filme de succes „Since You Went Away” și „I'll Be Seeing You”. Cu toate acestea, interesul lui Selznick pentru dezvoltarea carierei lui Temple a scăzut într-un moment dat, când s-a implicat romantic cu Jennifer Jones. Acest lucru a dus la o scădere a sprijinului acordat lui Temple și la „împrumutarea” ei către alte studiouri. Astfel, Temple a apărut în filmele „Kiss and Tell” (1945), „The Bachelor and the Bobby-Soxer” (1947, primul film în care personajul ei a consumat alcool) și „Fort Apache” (1948). Aceste filme au fost singurele succese din acea perioadă a carierei ei, iar personajele interpretate de Temple nu mai erau centrul acțiunii. Potrivit biografului Robert Weindler, acesta a fost momentul în care cariera lui Temple a început să întâmpine dificultăți. I s-au oferit roluri în filme de categoria B, în care personajele sale aveau un impact redus asupra poveștii. Cariera cinematografică a lui Shirley era în pericol, iar Selznick i-a sugerat să se mute în străinătate și să își schimbe numele, încercând să-și relanseze cariera ca actriță în roluri pentru adulți. După o audiție nereușită pentru o producție de pe Broadway a spectacolului „Peter Pan” în august 1950, Temple a recunoscut eșecul ultimelor sale filme și, pe 16 decembrie, a anunțat oficial că își încheie cariera. Ultimul său film a fost „A Kiss for Corliss”, lansat în 1949.

## Filmografie

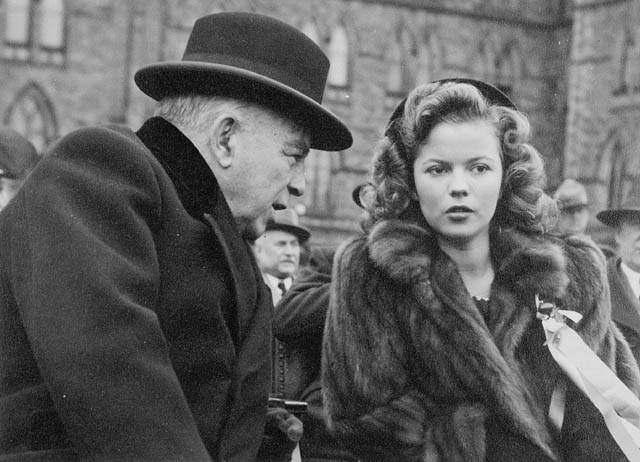
Shirley Temple

| - 1932: War Babies - 1932: War Babies-serie de filme - 1932: Red Haired Alibi - 1933: To The Last Man - 1933: Out All Night - 1934: Carolina - 1934: Mandalay - 1934: Stand up and cheer - 1934: Change Of Heart - 1934: Little Miss Marker - 1934: Now I'll Tell - 1934: Baby take a bow - 1934: Now and forever - 1934: Bright Eyes - 1935: The Little Colonel - 1935: Our Little girl - 1935: Curly Top | - 1935: The Littlest Rebel - 1936: Captain January - 1936: Poor Little Rich Girl - 1936: Dimples - 1936: Stowaway - 1937: Wee Willie Winkie - 1937: Heidi - 1938: Rebecca of sunnybrook Farm - 1938: Little Miss Broadway - 1938: Just Around The Corner - 1939: The Little princess - 1939: Susannah of the Mounties - 1940: The Blue Bird - 1940: Young People - 1941: Kathleen - 1942: Miss Annie Rooney | - 1944: Since You Went Away - 1944: I´ll be seeing you - 1945: Kiss and tell - 1947: Honeymoon - 1947: The Bachelor and the Bobby-Soxer - 1947: That Hagen Girl - 1948: Fort Apache - 1949: Adventure in Baltimore - 1949: Mr. Belvedere Goes To College - 1949: The Story Of Seabiscuits] - 1949: A Kiss For Corliss |

## Televiziune
La opt ani după încheierea carierei sale cinematografice, Shirley Temple, care devenise între timp mamă, a început o nouă etapă în cariera sa în industria televiziunii. Între ianuarie și decembrie 1958, a fost gazda propriei emisiuni intitulată „The Shirley Temple Storybook” difuzată pe canalul NBC. Această emisiune a constat în adaptarea unor cărți populare pentru copii sub forma unor piese de teatru televizate. Temple a îndeplinit mai multe roluri în cadrul emisiunii, fiind atât povestitoare, cât și gazdă, și a jucat în trei episoade. De asemenea, cei trei copii ai săi au avut ocazia să apară în episodul special de Crăciun intitulat „Mother Goose”. Emisiunea a fost bine primită de public, dar a întâmpinat și câteva dificultăți. Lipsa efectelor speciale pentru a dramatiza poveștile, prezența predominantă a actorilor amatori și durata variabilă a emisiunii au fost câteva dintre provocările întâmpinate. În septembrie 1960, emisiunea a fost reînnoită sub numele de „The Shirley Temple Show” și a fost difuzată în culori, în contrast cu sezonul anterior care a fost filmat în alb și negru, cu excepția câtorva segmente. Totuși, din cauza concurenței acerbe cu alte emisiuni populare precum „Maverick”, „Lassie” și „Dennis the Menace”, emisiunea a fost anulată în septembrie 1961. Ulterior, Temple a avut apariții ocazionale ca invitată în diverse emisiuni televizate.

## Cariera politică

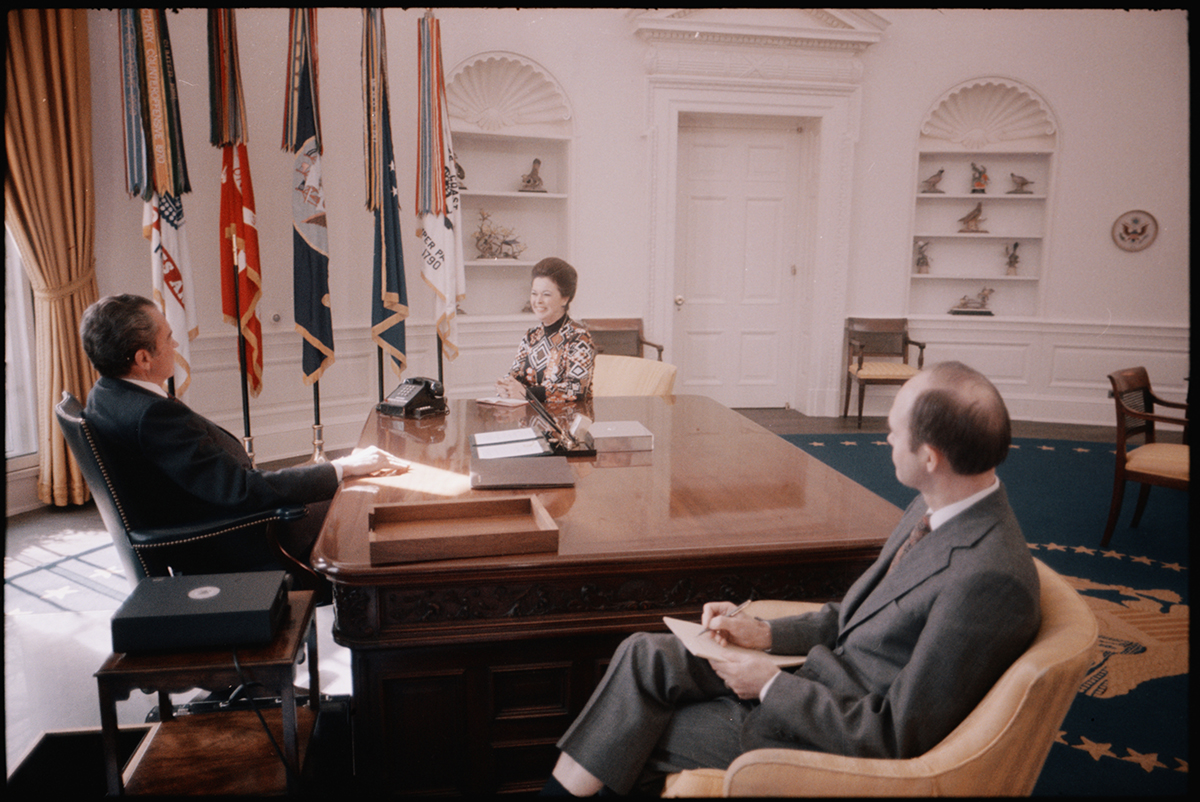
Shirley Temple cu Richard Nixon și Brent Scowcroft pe 28 februarie 1974

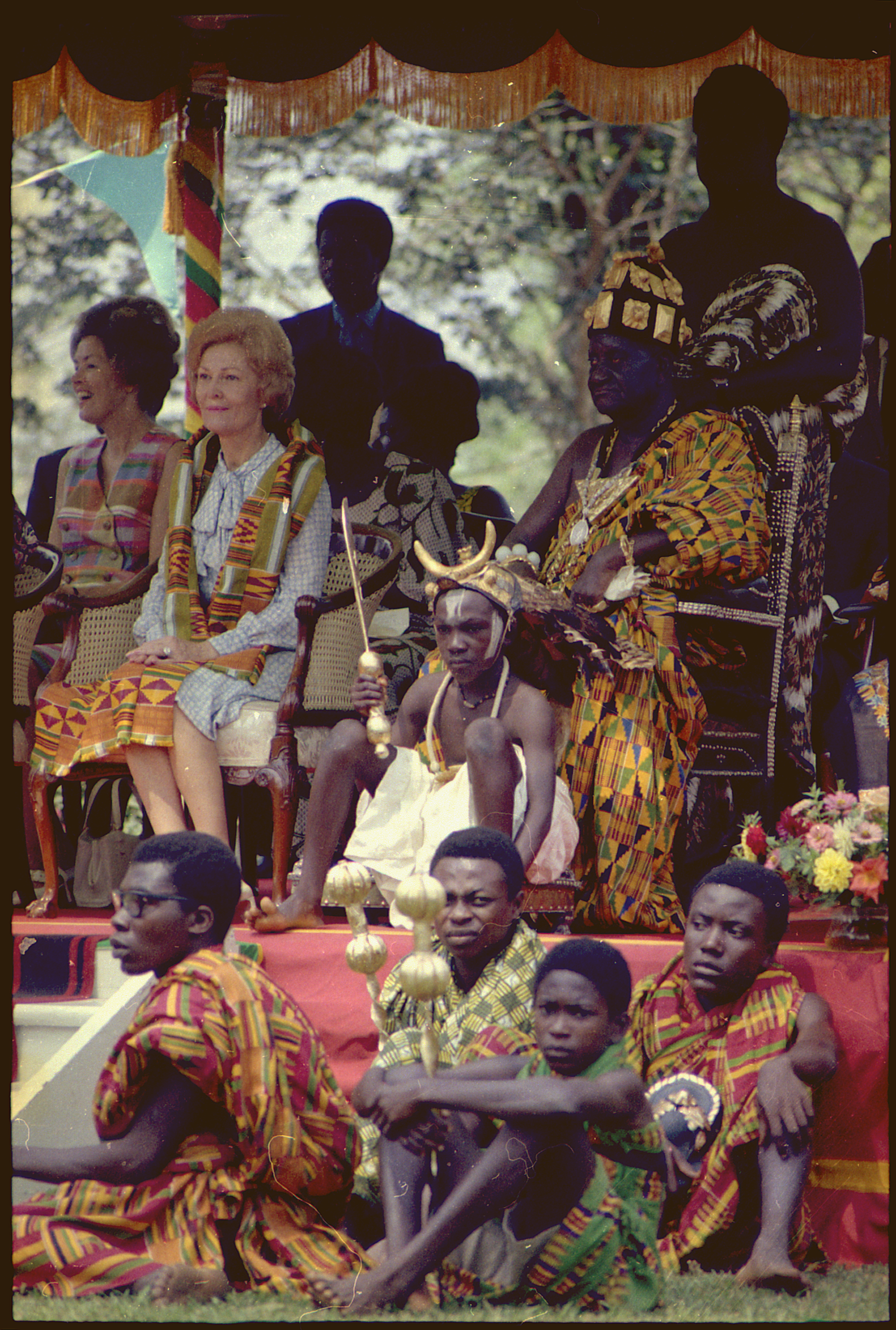
Temple (în stânga) cu prima doamnă Pat Nixon și Nana Osae Djan II, în Ghana, 1972.

După retragerea din industria televiziunii, Shirley Temple s-a implicat activ în politică și a devenit activist al Partidului Republican din California. În 1967, a încercat să candideze ca reprezentant conservator pentru un loc vacant în Camera Reprezentanților din SUA, dar a pierdut în fața republicanului liberal Pete McCloskey, care se opunea vehement războiului din Vietnam.
Cu toate acestea, cariera politică a lui Temple nu a fost completă lipsită de succese. În 1969, președintele Richard Nixon a numit-o reprezentant al SUA la cea de-a 24-a sesiune a Adunării Generale a ONU, iar între decembrie 1974 și iulie 1976, a fost numită ambasador al SUA în Ghana de către președintele Gerald Ford. De asemenea, între iulie 1976 și ianuarie 1977, Temple a deținut funcția de șefă de protocol a SUA, fiind prima femeie care a ocupat această poziție. În această calitate, a fost responsabilă de organizarea și coordonarea unor evenimente importante în cadrul ceremoniei de învestire a președintelui Jimmy Carter.
Temple a continuat să servească în cadrul diplomației americane și a fost numită ambasador al SUA în Cehoslovacia între august 1989 și iulie 1992, în timpul președinției lui George H.W. Bush. Ca ambasador, Temple a susținut valorile democratice și a condamnat invazia Cehoslovaciei din 1968. Ea a salutat cu bucurie căderea Cortinei de Fier, care a marcat sfârșitul regimurilor comuniste din Europa de Est.
Temple a făcut parte din consiliile de administrație ale unor mari întreprinderi și organizații, cum ar fi The Walt Disney Company, Del Monte Foods, Bank of America, Bank of California, BANCAL Tri-State, Fireman's Fund Insurance, United States Commission for UNESCO, United Nations Association și National Wildlife Federation.

## Viața privată
În 1943, la vârsta de 15 ani, Shirley Temple l-a întâlnit pe John George Agar, un sergent și instructor de pregătire fizică din cadrul Army Air Corps. S-au căsătorit în 19 septembrie 1945, când Temple avea 17 ani, într-o ceremonie la Biserica Metodistă Wilshire, în fața a aproximativ 500 de invitați. Cuplul a avut o fiică, Linda Susan, născută la 30 ianuarie 1948. John Agar a devenit ulterior actor profesionist și cei doi au apărut împreună în două filme: „Fort Apache” (1948) și „Adventure in Baltimore”.
Cu toate acestea, căsnicia lor a fost nesustenabilă, iar la 5 decembrie 1949 au divorțat. Shirley Temple a obținut custodia fiicei lor și și-a recăpătat numele de fată. Divorțul a fost finalizat la 5 decembrie 1950.
În ianuarie 1950, Temple l-a întâlnit pe Charles Alden Black, un ofițer din Biroul de informații navale. S-au căsătorit pe 16 decembrie 1950, într-o ceremonie restrânsă la casa părinților lui Black din Del Monte, California. După ce Charles Alden Black a fost rechemat în Marina SUA în timpul Războiului din Coreea, familia s-a mutat la Washington, D.C.
Pe 28 aprilie 1952, Shirley Temple a născut un fiu pe nume Charles Alden Black Jr. în Washington. După încheierea războiului și eliberarea lui Black din Marina SUA, familia s-a întors în California în mai 1953. Charles Sr. a preluat funcția de director al operațiunilor de afaceri pentru Institutul de Cercetare Stanford, iar Temple s-a dedicat vieții de casă.
Fiica lor, Lori, s-a născut pe 9 aprilie 1954. Lori a devenit mai târziu basistă în trupa de rock The Melvins.
În septembrie 1954, familia s-a mutat în Atherton, California, după ce Charles Sr. a devenit director al operațiunilor de afaceri pentru Institutul de Cercetare Stanford. Shirley Temple și Charles Alden Black au rămas căsătoriți timp de 54 de ani până la moartea lui Charles Sr. la 4 august 2005, în locuința lor din Woodside, California, din cauza complicațiilor unei boli a măduvei osoase.

## Cancerul de sân
La vârsta de 44 de ani, în 1972, Shirley Temple a fost diagnosticată cu cancer la sân. A suferit o intervenție chirurgicală în care tumora a fost îndepărtată și a fost efectuată o mastectomie radicală modificată. La acea vreme, cancerul era încă un subiect tabu și puțin discutat în public. Cu toate acestea, Temple a decis să facă o dezvăluire publică a bolii sale, ceea ce a avut un impact semnificativ asupra conștientizării și combaterii cancerului de sân.
Ea a ales să împărtășească informațiile despre operația sa prin intermediul radio, televiziunii și unui articol publicat în februarie 1973 în revista McCall's. 

## Decesul
Shirley Temple a încetat din viață la vârsta de 85 de ani, pe 10 februarie 2014, la domiciliul ei din Woodside, California. Deși familia sa a declarat că Temple a murit din cauze naturale, un certificat de deces publicat la 3 martie 2014 a indicat cauza morții sale ca fiind o boală pulmonară obstructivă cronică: Temple era o fumătoare înrăită, dar a fost întotdeauna atentă să nu-și arate acest obicei în public pentru a nu da un exemplu negativ fanilor și copiilor.
La momentul morții sale, Temple avea o nepoată, Theresa, și două strănepoate, Lily și Emma, pe lângă cei trei copii ai săi. Trupul ei a fost incinerat, cenușa a fost dată familiei și ulterior înmormântată în cimitirul Alta Mesa Memorial Park.